# 上村伸一
上村 伸一（かみむら しんいち、1896年6月15日 - 1983年）は、日本の外交官。東京帝国大学法科（現在の東京大学法学部）卒業。外務省東亜局第一課長。駐イギリス日本大使館臨時代理大使、トルコ大使などを務めた。著書多数。

## 略歴
千葉県印旛郡佐倉町（現・佐倉市）にて上村蔦松の長男として生まれる。札幌中学、二高を経て東京帝国大学法科へ進学。在学中の1920年（大正9年）10月に文官高等試験外交科（外交官及領事館試験）に合格。1921年（大正10年）、東京帝国大学法科卒業。同年、外務省に入省、牛荘官補に配属。昭和時代の幕開けを革命進行中のソビエト連邦駐在中に迎え、満州事変以降は中国外交の現場で奔走。満州で敗戦を迎え、その後シベリアで抑留された。帰国後外務省に復帰し、イギリス臨時代理大使、ドイツ公使、トルコ大使などを歴任した。

## 著書
- 『日本外交史－日華事変－』（上・下）鹿島研究所出版会
- 『占領・独立・「新時代」-戦後外交十五年-』（時事新書）
- 『外交五十年』（時事通信社）
- 『相互協力安全保障条約の解説』（時事新書）
- 『語りつぐ昭和史-激動の半世紀4』（共著・朝日新聞社）
- 『破滅への道』（鹿島研究所出版会、1966年）、復刻版・ゆまに書房「日本外交史人物叢書」2002年

## 栄典
勲章
- 1943年（昭和18年）10月9日  - 勲三等瑞宝章[3]

## 家族・親族
- 妻・艶 - 田中鉱業取締役、田中虎之輔[注 1]の長女[4]。母方の祖父はいわしや総本店の松本市左衛門。
- 長男・英（1934年生）
- 二男・次郎（1935年生）[5]
- 弟・今井彰 - 京都大学卒業後、川崎信託に入社。後に日本信託銀行（株）取締役兼人事部長[6]。
- 義弟・田中一之助 - 艶の実弟。上智大商学部卒業。富士観光経理部長[7]。妻の智子は釜石製鉄所の第3代所長を務めた横山虎雄の長女。